# Język rapoisi
Język rapoisi, także konua (a. kunua) – język papuaski używany w prowincji Bougainville w Papui-Nowej Gwinei, przez grupę ludności w dystrykcie Kuna. Według danych z 1998 roku posługuje się nim 3500 osób.
Należy do rodziny języków północnej Bougainville. Tworzy samodzielną gałąź w ramach tej rodziny.
Jest nauczany w szkołach. W użyciu jest także tok pisin. Ma piśmiennictwo na bazie alfabetu łacińskiego. Większość języków północnego Bougainville jest słabo poznanych, ale język rapoisi został opisany w postaci publikacji z 1954 r.